# Prêt-à-porter (film, 1994)
Pour la méthode d'habillement, voir Prêt-à-porter.
Pour plus de détails, voir Fiche technique et Distribution.
Prêt-à-porter est un film américain écrit, réalisé et produit par Robert Altman et sorti en 1994. Il a été tourné durant la semaine de la mode de Paris au printemps 1994 et on peut y voir une foule de stars internationales, de stylistes et de top models.

## Synopsis
En mars 1994, c'est la semaine de la mode de Paris, avec le grand et le petit monde qui gravitent autour. Tandis que la reporter Kitty Potter enchaîne les interviews des stars de la mode, Olivier de la Fontaine, le président du syndicat du prêt-à-porter se retrouve dans une voiture de maître avec Sergio, un étrange personnage qui porte la même cravate que lui. Olivier meurt brusquement alors que la voiture est prise dans un embouteillage sur le pont Alexandre-III. Sergio s'enfuit en plongeant dans la Seine. Ni Isabelle, la veuve d'Olivier, ni Simone Lowenthal, dite Simone Lo, ne semblent regretter la mort d'Olivier sur laquelle enquêtent les inspecteurs Tantpis et Forget. Joe Flynn, reporter sportif qui allait quitter son hôtel, est prié par son journal d’enquêter sur ce mystérieux décès, mais au moment où il veut reprendre sa chambre, celle-ci vient d'être attribuée à l’énigmatique Anne Eisenhower qui a perdu ses bagages à Roissy…

## Fiche technique
- Titre original : Prêt-à-porter
- Réalisateur : Robert Altman, assisté de Jérôme Enrico et d'Emmanuel Hamon
- Scénariste : Barbara Shulgasser, Robert Altman
- Direction artistique : William Abello
- Décors : Stephen Altman
- Costumes : Catherine Leterrier
- Image : Jean Lépine, Pierre Mignot
- Décorateur de plateau : Françoise Dupertuis
- Montage : Suzy Elmiger, Geraldine Peroni
- Musique : Michel Legrand
- Production : Robert Altman, Scott Bushnell
- Société de production : Miramax
- Société de distribution : Miramax
- Langue originale : anglais
- Format : Couleurs (Technicolor) - 2,35:1 - 35 mm - Son Dolby SR
- Durée : 132 minutes
- Dates de sorties :
  - États-Unis : 23 décembre 1994
  - Canada : 25 décembre 1994
  - Suisse : 24 février 1995
  - France : 1er mars 1995, sortie DVD 6 juillet 2005

## Distribution
- Marcello Mastroianni (VF : lui-même) : Sergei / Sergio
- Sophia Loren (VF : elle-même) : Isabella de la Fontaine
- Jean-Pierre Cassel (VF : lui-même) : Olivier de la Fontaine
- Kim Basinger (VF : Micky Sébastian) : Kitty Potter
- Chiara Mastroianni (VF : elle-même) : Sophie Choiset
- Stephen Rea (VF : Bruno Wolkowitch) : Milo O'Brannigan
- Anouk Aimée (VF : elle-même) : Simone Lowenthal
- Rupert Everett (VF : Anthony Debeack) : Jack Lowenthal
- Rossy de Palma (VF : elle-même) : Pilar
- Tara Leoni (VF : Juliette Degenne) : Kiki Simpson
- Georgianna Robertson (VF : Virginie Méry) : Dane Simpson
- Lili Taylor (VF : Anneliese Fromont) : Fiona Ulrich
- Ute Lemper (VF : elle-même) : Albertine
- Forest Whitaker (VF : Jacques Martial) : Cy Bianco
- Tom Novembre (VF : lui-même) : Reggie
- Richard E. Grant (VF : Jacques Bonnaffé) : Cort Romney
- Anne Canovas (VF : elle-même) : Violetta Romney
- Julia Roberts (VF : Marjorie Frantz) : Anne Eisenhower
- Tim Robbins (VF : Hervé Icovic) : Joe Flynn
- Lauren Bacall (VF : Nathalie Nerval) : Slim Chrysler
- Lyle Lovett (VF : Frédéric Darie) : Clint Lammeraux
- Tracey Ullman (VF : Mireille Perrier) : Nina Scant
- Sally Kellerman (VF : Sylvie Moreau) : Sissy Wanamaker
- Linda Hunt (VF : Nadine Alari) : Regina Krumm
- Teri Garr (VF : Élisabeth Wiener) : Louise Hamilton
- Danny Aiello (VF : Bernard-Pierre Donnadieu) : Major Hamilton
- Jean Rochefort (VF : lui-même) : Inspecteur Tantpis
- Michel Blanc (VF : lui-même) : Inspecteur Forget

### Apparitions
- François Cluzet (VF : lui-même) : Assistant de Nina
- Kasia Figura : Assistant de Sissy
- Sam Robards : Assistant de Regina
- Tapa Sudana : Kerut
- Laura Benson : Proche de Milo
- Laurent Lederer (VF : lui-même) : Proche de Milo
- Constant Anee : Proche de Milo
- Yann Collette : Coroner
- Alexandra Vandernoot (VF : elle-même) : Sandra de la Notte, reporter de Sky TV
- Jocelyne Saint Denis : Directeur de l'hôtel
- André Penvern (VF : lui-même) : Réceptionniste de l'hôtel
- Maurice Lamy (VF : lui-même) : Groom
- Pascal Mourier : Caméraman de FAD TV
- Adrien Stahly : Ingénieur du son de FAD TV
- Denis Lepeut : Ingénieur du son de FAD TV
- Ann Turkel : Invitée à la réception

### Dans leur propre rôle
- Harry Belafonte
- Björk
- Paolo Bulgari
- Anello Capuano
- Cher
- Helena Christensen
- David Copperfield
- Gamiliana
- Elsa Klensch
- Serge Molitor
- Tatjana Patitz
- Diane Pernet[1]
- Nicola Trussardi

Stylistes
- Sonia Rykiel (VF : elle-même)
- Jean-Paul Gaultier (VF : lui-même)
- Christian Lacroix (VF : lui-même)
- Issey Miyake
- Claude Montana (VF : lui-même)
- Thierry Mugler (VF : lui-même)
- Gianfranco Ferré (collection Christian Dior)
- Jean Barthet

Top models
- Susie Bick
- Carla Bruni
- Naomi Campbell
- Linda Evangelista
- Ève Salvail
- Claudia Schiffer
- Adriana Sklenaříková
- Tatiana Sorokko
- Christy Turlington

## Autour du film
- [réf. souhaitée]

## Récompenses
- Golden Globes 1995 : 
  - Nomination au Golden Globe du meilleur film
  - Nomination au Golden Globe du meilleur second rôle féminin pour Sophia Loren